# Francis Wortley (1er baronnet)
Francis Wortley, 1er baronnet (1591-1652), est un poète et homme politique qui siège à la Chambre des communes entre 1624 et 1626. Il soutient la cause royaliste dans la guerre civile anglaise.

## Biographie
Wortley est le fils de Richard Wortley, de Wortley Hall, Yorkshire et sa femme Elizabeth Boughton, fille d'Edward Boughton de Cawston dans le Warwickshire (plus tard comtesse de Devonshire). Il hérite des domaines familiaux à la mort de son père le 25 juillet 1603. Il s'inscrit au Magdalen College d'Oxford le 17 février 1609, à l'âge de 17 ans. Il est fait chevalier chez Theobald le 15 janvier 1611 et fait baronnet le 29 juin 1611. Il est admis à Gray's Inn le 1er août 1624. En 1624, il est élu député d'East Retford dans le Happy Parliament. Il est réélu député d'East Retford en 1625 et 1626.
Wortley est un fervent partisan de la cause royaliste pendant les guerres civiles. Au début de la guerre le 22 août 1642, Wortley est l'un des quatre baronnets en chef choisis pour lever l'étendard du roi à Nottingham, en commençant effectivement la levée de l'armée du roi.
Il lève une troupe de cavalerie et fortifie sa maison à Wortley. Il soutient Charles II lors du siège de Hull (1642). Il est capturé en 1644 à Wotton House, près de Wakefield et emprisonné dans la Tour de Londres de 1644 à 1648. Ses domaines sont séquestrés et il est condamné à une amende de 500 £ le 24 avril 1647. En prison, il publie Personnages et Élégies en 1646, et quelques autres ouvrages. Il est un ami de Ben Jonson, et contribue à Jonsonus Virbius, en 1638,.
Wortley meurt en 1653 et ordonna qu'il soit enterré avec son père à Windsor.

## Famille
Wortley épouse Grace Brouncker, fille de William Brouncker de Melskaham, Wiltshire. Il se remarie, après 1623 (son premier mari meurt en 1624), à Hester Eyre, veuve de Christopher Eyre échevin de Londres, et fille de George Smithes, échevin et shérif de Londres. Il est remplacé comme baronnet par son fils Francis.

## Sources
- Gatty, Alfred, (1860). Wortley et les Wortley : une conférence donnée devant la Sheffield Literary and Philosophical Society, également la Rotherham Literary and Scientific Society, Talbot Collection of British Pamphlets, Thomas Rodgers, Change Alley Corner